# Société du Couchant d'Aniche
La Société du Couchant d'Aniche est une compagnie minière qui a recherché la houille à Courcelles-lès-Lens dans le bassin minier du Nord-Pas-de-Calais. Elle est créée par Abel Lebreton le 23 octobre 1863, pour rechercher la houille entre les concessions de l'Escarpelle, d'Aniche et de Dourges, en concurrence avec la Société du Midi de l'Escarpelle.
Abel Lebreton entreprend l'ouverture du puits no 2 en 1866 quelques centaines de mètres au sud de la fosse no 1, mais lors de la liquidation en 1867 de la Société du Midi de l'Escarpelle, il a acquis pour 25 000 francs tous les droits, meubles et immeubles de cette dernière Société. Après cette acquisition, il abandonne à 23,95 mètres de profondeur la fosse no 2 qu'il a commencée l'année précédente, pour reprendre la fosse no 1 du Midi de l'Escarpelle, qui est un peu plus avancée et plus rapprochée du sondage no 1.
Le puits est approfondi, mais la société est mal gérée. Des actionnaires de Rouen entrent en justice. Une ordonnance de référé, confirmée d'un arrêt de la Cour de la Seine du 26 mai 1868, nomme administrateur judiciaire chargé de la mise sous séquestre de la Société du Couchant d'Aniche. La société est liquidée, et les travaux de la fosse no 1 sont repris par la Société de Courcelles-lez-Lens, constituée par les actionnaires de la Société du Midi de l'Escarpelle. Abel Lebreton doit ensuite faire face à la justice car il est accusé d'avoir dilapidé les fonds de la société.

## Constitution de la Société du Couchant d'Aniche
Le sieur Lebreton-Dulier a été, par jugement du tribunal de Douai du 30 janvier 1862, confirmé par arrêt de la Cour du 2 juin suivant, révoqué de ses fonctions de Directeur de la Compagnie du Midi de l'Escarpelle.
Par acte sous seing privé du 29 octobre 1863, il fonde une nouvelle Société, sous le nom de Compagnie du Couchant de la concession d'Aniche, pour explorer, en concurrence avec la Société du Midi de l'Escarpelle, les mêmes terrains que celle-ci. Le siège de cette Société est à Paris. Le sieur Lebreton fait apport de ses études, de la priorité de ses travaux et des droits qui en résultent.
En compensation de cet apport, il s'attribue 7 % dans les bénéfices futurs de la Société, l'entreprise à forfait de trois sondages et la direction des travaux, jusqu'à la traversée par la fosse d'une première veine exploitable. Lors de la liquidation en 1867 de la Société du Midi de l'Escarpelle, le sieur Lebreton a acquis pour 25 000 francs tous les droits, meubles et immeubles de cette dernière Société. Après cette acquisition, le sieur Lebreton abandonne à 23,95 mètres de profondeur, la fosse no 2 qu'il a commencée en 1866, pour reprendre la fosse no 1 du Midi de l'Escarpelle (50° 24′ 37″ N, 3° 00′ 50″ E), qui est un peu plus avancée et plus rapprochée du sondage no 1. Du reste, aucun des trois sondages qu'il a entrepris à forfait n'a abouti. Il a été dépensé plus de 250 000 francs, et aucun résultat n'a été obtenu.

## Mise sous séquestre de la Société en 1868
Des actionnaires de Rouen se sont émus de cette situation. Ils présentent une requête au Président du Tribunal de la Seine pour la nomination d'un séquestre. Ils motivent leur demande sur ce qu'il n'y a pas eu de comptabilité tenue, que le sieur Lebreton a fait trois émissions d'actions dont le total encaissé s'élève à 325 000 francs au moins, qu'il y a eu dilapidation. Ils ont porté une plainte devant le Parquet, plainte qui est alors à l'instruction.
La requête est accueillie et une ordonnance de référé, confirmée par un arrêt de la Cour de la Seine du 26 mai 1868, nomme M. Harouel, administrateur judiciaire de la Compagnie houillère du Couchant de la concession d'Aniche.

## Inventaire

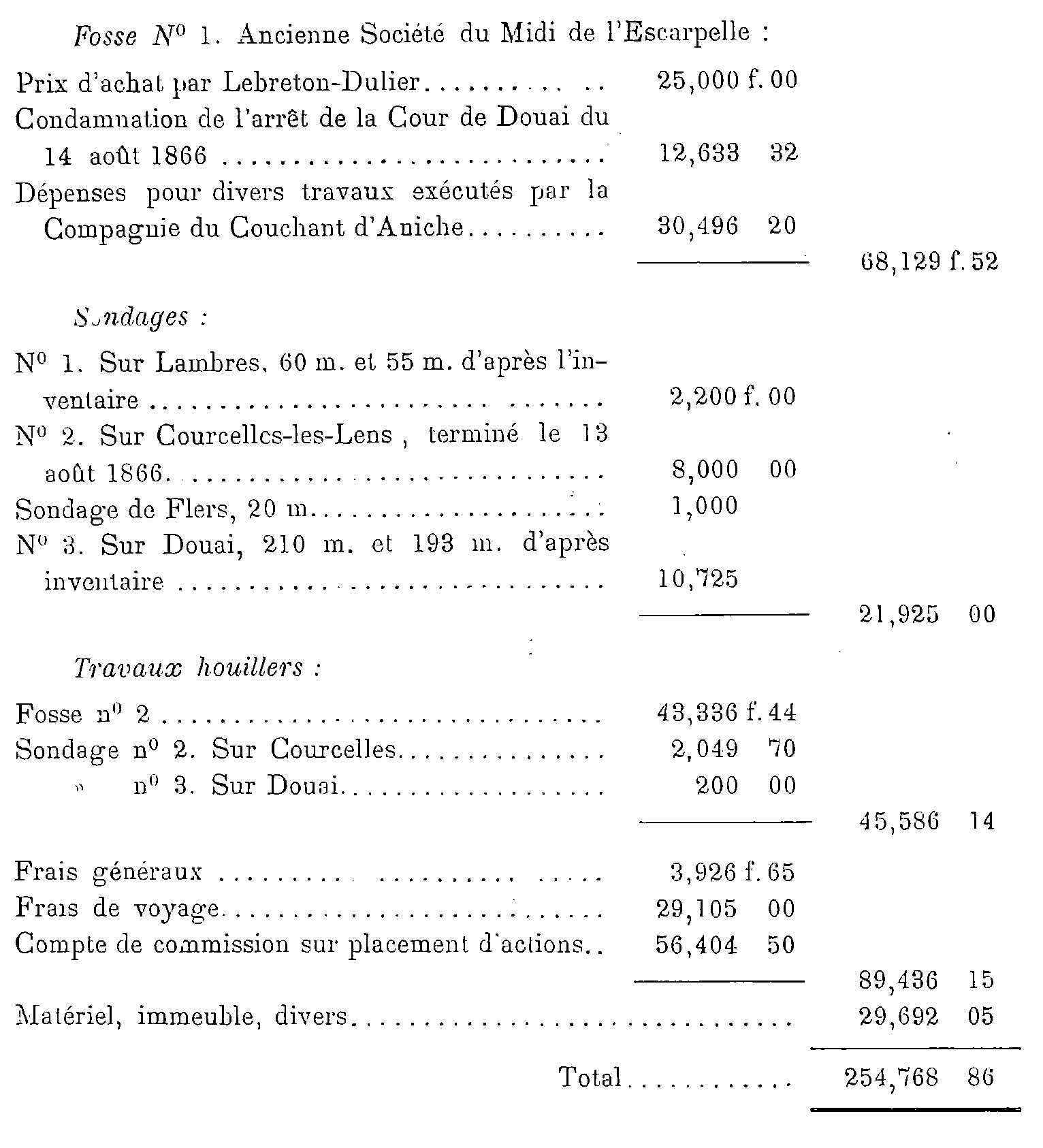
Détail des dépenses générales.

Un inventaire, dressé par un notaire de Douai, les premiers jours de juin 1868, donne le détail des immeubles et du matériel existant alors à Courcelles. On en a extrait les renseignements suivants sur les travaux effectués alors :
Puits no 1 sur le pavé de Courcelles.
La partie maçonnée du puits est de 12,15 mètres, la partie cuvelée de 30,40 mètres, soit une profondeur de 43,15 mètres. Il y a sur le site une machine d'extraction de 35 chevaux à système oscillant, trois générateurs...
Puits no 2, le long de la route n° 43 de Douai à Hénin-Liétard.
La partie maçonnée  du puits s'étend sur 13,10 mètres, la partie cuvelée sur 10,85 mètres, soit une profondeur de 23,95 mètres. Sur le site, il y a une machine d'extraction horizontale et un générateur.
Sondages
Quatre sondages ont été effectués. Le premier sondage sur Courcelles est profond de 155 mètres, le deuxième sur Lambres de 55 mètres, le troisième sur Douai, sur la direction de Cuincy de 193 mètres. Un quatrième sondage a été commencé sur Flers et abandonné à vingt mètres de profondeur.

## Procès avec le sieur Lebreton
Plusieurs Assemblées générales ont été tenues en 1868, on y décide des poursuites contre le sieur Lebreton, afin de l'amener à justifier des sommes reçues et des dépenses.
Un expert commis par la justice, reconnait dans les comptes des erreurs nombreuses. Toutefois, il déclare que si ces erreurs peuvent donner lieu à une action civile, elles ne constituent pas un délit. Mais les Tribunaux de la Seine n'apprécient pas les choses comme l'a fait l'expert. Un jugement du 16 janvier 1869, confirmé par un arrêt de la Cour en date du 26 février suivant, condamne Lebreton à la prison et à des dommages et intérêts. Au cours de l'instruction correctionnelle dirigée contre lui, Lebreton a introduit une instance civile pour revendiquer la fosse no 1, achetée du liquidateur de la Société du Midi de l'Escarpelle, il se prévaut de ce que cet achat a été déclaré en son nom personnel, sans mention de sa qualité de Directeur de la Société du Couchant d'Aniche. Cette prétention a été détruite par un jugement du Tribunal de première Instance de la Seine, du 9 avril 1869, qui décide que l'acquisition dont il s'agit a été réellement faite pour le compte et avec les fonds de la Société du Couchant d'Aniche.
Dans le rapport de l'expert, les recettes générales de la Société houillère du Couchant de la concession d'Aniche sont évaluées à 249 315 francs. Dans le détail, il y a eu trois émission d'actions :
- la première série de 500 actions, dites de fondation, émises à 125 francs et libérées de 1 000 francs. Les 423 actions placées ont produit 52 800 francs.
- la deuxième série, dite de demi-fondation de 500 actions de 250 francs, libérées de 1 000 francs. Les 407 actions placées ont produit 101 750 francs.
- la troisième série de 1 000 actions émises au prix de 1 000 francs. Les 279 actions placées ont produit 94 750 francs[D 3].

Le total général des recettes faites sur le placement d'actions est de 249 300 francs, auquel on ajoute la vente de vieux bois pour quinze francs, ce qui donne un total de 249 315 francs. Les dépenses générales sont évaluées à 254 768,86 francs.
Il résulte de l'arrêt correctionnel précité et du jugement du 9 avril 1869, que cet état de dépenses est indûment majoré de 70 345,32 francs, dont 57 712 francs d'une part, pour frais de voyages et commissions, et 12 633,32 francs d'autre part, pour majoration illicite du prix d'achat des biens du Midi de l'Escarpelle.

## Avenir de la fosseno1
La Société du Couchant d'Aniche mise sous séquestre, la Société de Courcelles-lez-Lens, issue de la transformation de la Société du Midi de l'Escarpelle, reprend les travaux en 1869. La fosse commence à produire en 1877. En 1880, la Société de Courcelles-lez-Lens est rachetée par la Compagnie des mines de l'Escarpelle qui en fait son puits no 7. Des coups de grisou interviennent en 1883 et 1885, entraînant respectivement la mort de quatre et dix mineurs. Un puits no 7 bis est commencé sur le carreau en septembre 1902, et commence à produire en février 1906. 
La Compagnie des mines de l'Escarpelle cesse d'exister en 1946, date à laquelle elle est nationalisée. La fosse no 7 - 7 bis fait dès lors partie du Groupe de Douai. Elle cesse d'extraire en 1948, la production remonte alors par la fosse no 8 sise à Auby. Le puits no 7 bis assure le retour d'air de la fosse no 8 jusqu'en 1966, date à laquelle les puits nos 7 et 7 bis, respectivement profonds de 635 et 563 mètres sont remblayés. Au début du XXIe siècle, les têtes de puits nos 7 et 7 bis sont matérialisées par Charbonnages de France, puis sont sous la surveillance du BRGM.